# Csárics József

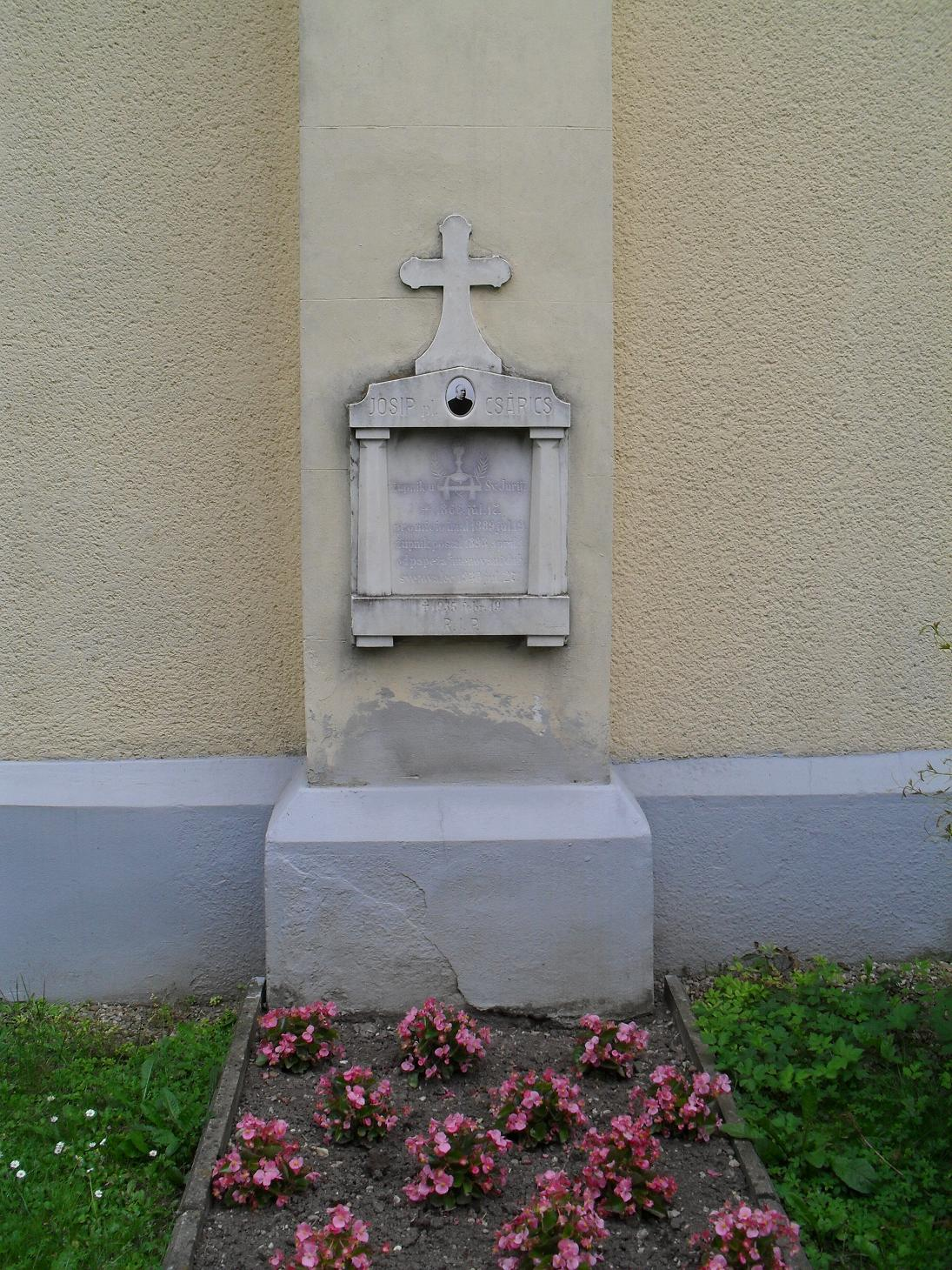
Csárics sírja az általa átépített vízlendvai templom fala mellett

Csárics József (szlovénül Jožef Čarič, horvátul Josip Čarič) (Vescsica, 1866. május 7. – Vízlendva, 1935. február 19.) szlovén római katolikus plébános a Vendvidéken. A régió politikai életéből is kivette a részét az első világháború után, s tagja volt a Szlovén Néppártnak.

## Élete
A muraközi Vescsicza (későbbi magyarosított nevén Végfalva, ma Veščica, Szlovénia) községben született, Stridóvár közelében. Édesapja, Csárics Ferenc adópénztárnoki állást töltött be és földbirtokos, édesanyja a német származású Schmidt Anna volt.

1889. július 19-én szentelték fel. Augusztustól 1891 márciusáig Vízlendva káplánja volt, majd négy hónapig adminisztrátor Perestón. Egy évig Muraszombatban szolgált káplánként, majd öt hónapig Felsőszentbenedeken adminisztrátorként. 1892 októberétől, 1893 áprilisáig ismét Muraszombatban teljesített kápláni szolgálatott. Ezután kapta meg a vízlendvai plébániát, amit haláláig ellátott.
Szolgálata alatt átépíttette a régi, középkori templomot szép plébániatemplommá, amelybe nem kis fáradságot és anyagiakat fektetett bele. A régi templom átépítése szakszerűen zajlott és megőrizte eredeti formáját. A gótikus torony és az apszis érintetlenül maradt, míg a hajót keresztben helyezték el.

Csárics fejlesztette Vízlendva gazdaságát is, híres méhészetet alapított a községben és a szőlő-, valamint almatermelés is föllendült. Egyházközségében a helyi emberek vend és német nyelvén misézett.
Kapcsolatok fűzték Ivanóczy Ferenchez és Borovnyák Józsefhez is. 1918-ban Klekl Józseffel, Szakovics Józseffel, Bassa Ivánnal és Kühár Istvánnal részt a Szlovenszka krajina-program kidolgozásában, amit aláírásával szentesített. Még ebben az évben harangalapra adott 500 forintot.